# Ramiro Martins
Ramiro Paulo Vieira Martins (* 25. September 1941 in Pontével) ist ein ehemaliger portugiesischer Radrennfahrer.

## Sportliche Laufbahn
Martins war Straßenradsportler und Teilnehmer der Olympischen Sommerspiele 1960 in Rom. Das olympische Straßenrennen beendete er nicht. Im Mannschaftszeitfahren kam Portugal mit José Pacheco, Mário Silva, Francisco Valada und Ramiro Martins auf den 25. Rang des Wettbewerbs. 1961 fuhr er eine Saison als Berufsfahrer im Radsportteam von Sporting Lissabon.